# The Twins Effect 2
Série
The Twins Effect
(2003)
Pour plus de détails, voir Fiche technique et Distribution.
The Twins Effect 2 (千機變II花都大戰, Chin gei bin II: Faa dou dai zin) est un film hongkongais réalisé par Patrick Leung et Corey Yuen, sorti en 2004. Il fait suite à The Twins Effect.

## Synopsis
Dans le pays mythique de Huadu, Charcoal Head, part revendiquer son trône.

## Fiche technique
- Titre : The Twins Effect 2
- Titre original : 千機變II花都大戰 (Chin gei bin II: Faa dou dai zin)
- Réalisation : Patrick Leung et Corey Yuen
- Scénario : Chan Kin-chung, Lam Suet, Roy Szeto, Peter Tsi et Michelle Tsui
- Musique : Tommy Wai
- Photographie : Chan Chi-ying
- Montage : Cheung Ka-fai
- Production : Albert Lee et Zhao Jian-guo
- Société de production : Emperor Classic Films, Shenzhen Film Studio et Union Praise
- Société de distribution : Acteurs auteurs associés (France, vidéo)
- Pays :  Hong Kong et  Chine
- Genre : Action, aventure, comédie et fantasy
- Durée : 106 minutes
- Dates de sortie : 
  - Hong Kong : 12 août 2004
  - France : 13 novembre 2007 (vidéo)

## Distribution
- Donnie Yen : le général Lone
- Jaycee Chan : Tête de Charbon
- Charlene Choi : le 13ème maître
- Gillian Chung : Oiseau Bleu
- Qu Ying : l'impératrice Ya Ge
- Chen Bo-Lin : Blockhead
- Tony Leung Ka-fai : maître Blackwood
- Edison Chen : Peachy
- Jackie Chan : le seigneur Wei Cheng
- Fan Bingbing : Vautour Rouge
- Daniel Wu : le grand prêtre Wei Liao

## Distinctions
Le film a eu 4 nominations lors de la 24e cérémonie des Hong Kong Film Awards : Meilleur nouvel espoir, Meilleurs costumes et maquillages, Meilleure chorégraphie d'action et Meilleurs effets visuels.